# Krems an der Donau
Krems an der Donau (phát âm tiếng Đức Áo: [ˈkrɛms an deːɐ̯ ˈdoːnaʊ], n.đ. 'Krems trên sông Danube') là một thành phố ở Hạ Áo, Áo. Với dân số 24.821 người, đây là thành phố lớn thứ 20 của Áo và lớn thứ năm của Hạ Áo. Krems nằm cách khoảng 70 kilômét (43 dặm) về phía tây của Viên. Krems là một thành phố có quy chế đặc biệt (Statutarstadt), do đó vừa là đô thị vừa là một huyện hành chính.

## Địa lý
Krems nằm tại hợp lưu của sông Krems và sông Danube ở cuối phía đông thung lũng Wachau, thuộc khu vực nam Waldviertel.
Krems giáp ranh các đô thị: Stratzing, Langenlois, Rohrendorf bei Krems, Gedersdorf, Traismauer, Nußdorf ob der Traisen, Paudorf, Furth bei Göttweig, Mautern an der Donau, Dürnstein và Senftenberg.

## Lịch sử

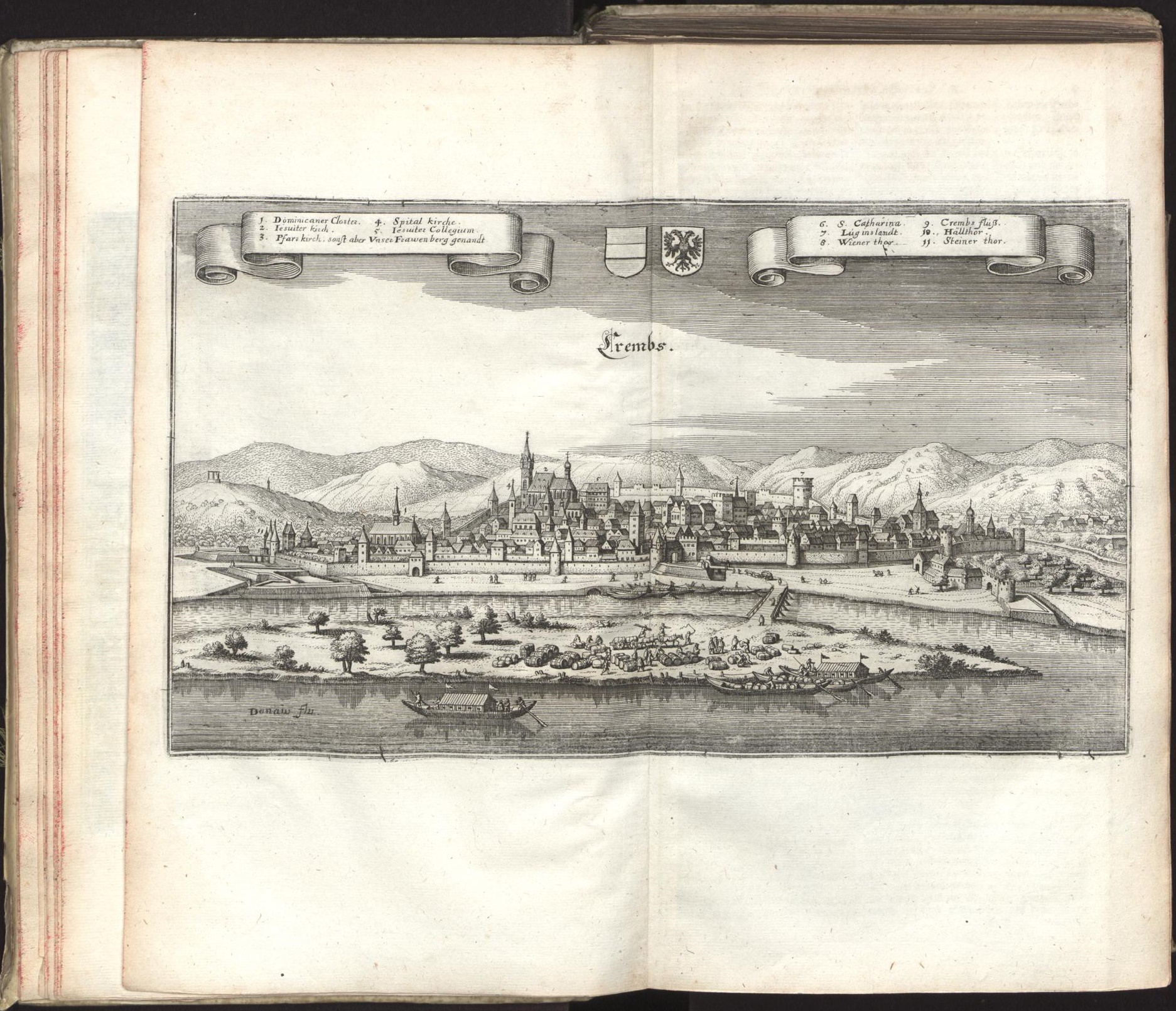
Krems năm 1679

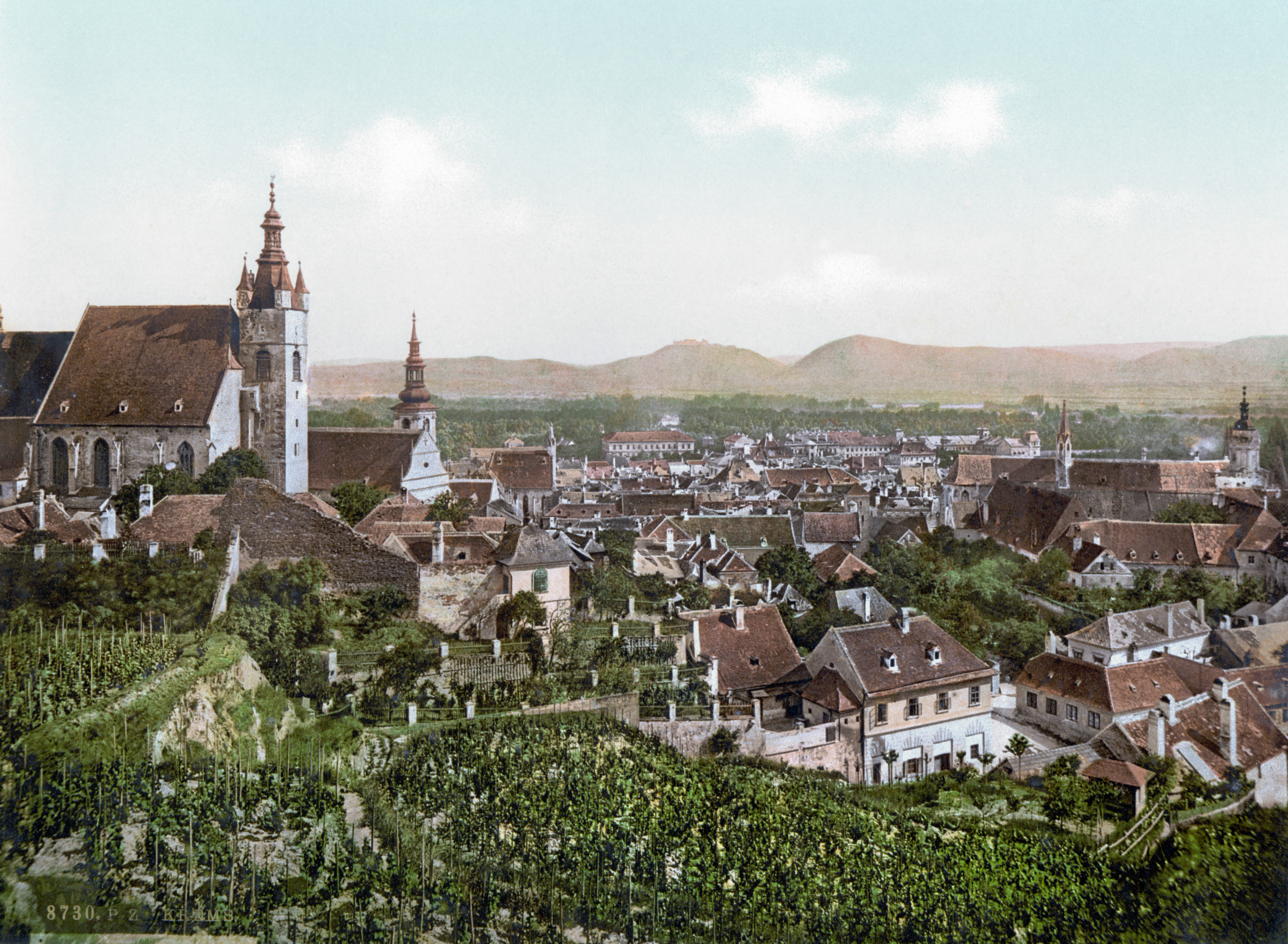
Krems năm 1900

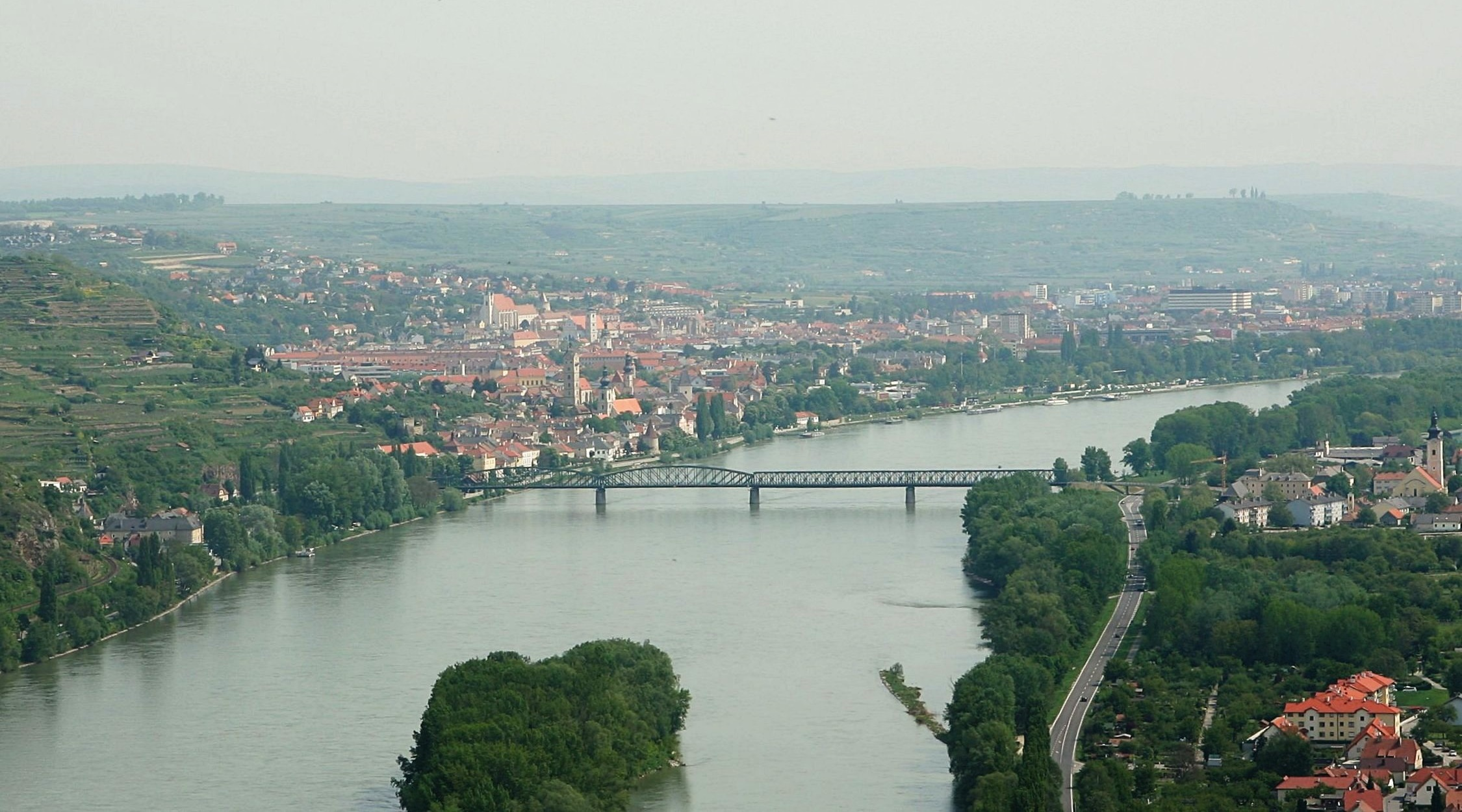
Krems năm 2006

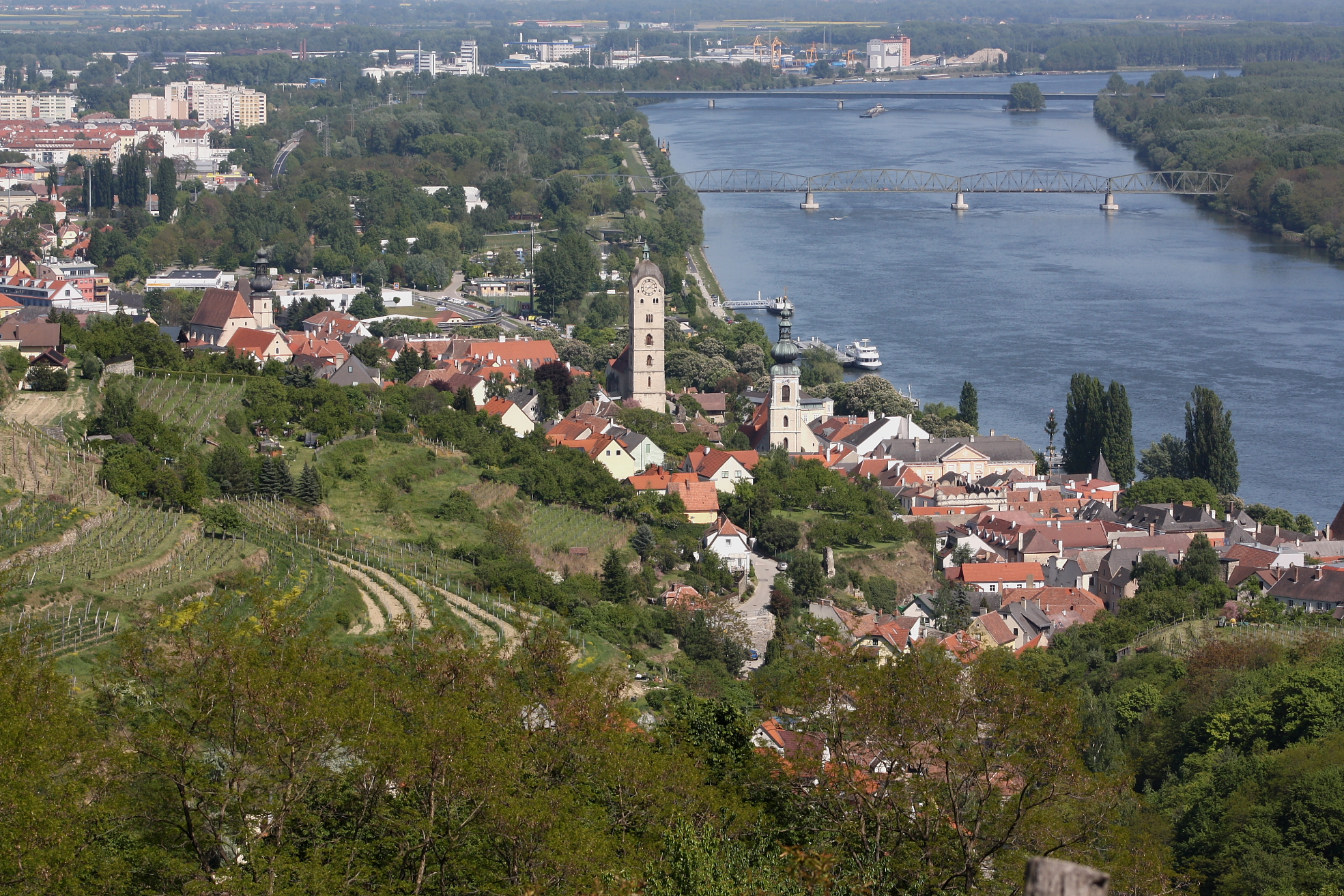
Danube tại Krems với cảng ở phía sau

Krems lần đầu tiên được nhắc đến năm 995 trong một chứng thư của Otto III, nhưng dấu tích định cư đã có từ trước đó. Ví dụ, tại đây đã phát hiện một ngôi mộ trẻ em hơn 27.000 năm tuổi, là mộ cổ nhất được tìm thấy ở Áo.
Trong thế kỷ 11 và 12, Chremis (tên gọi khi đó) gần như lớn ngang với Viên.
Vào cuối Chiến tranh Ba mươi năm, quân Thụy Điển đã chiếm Krems năm 1645 trong cuộc xâm lược Hạ Áo. Thành phố được quân Đế quốc La Mã Thần thánh do Hans Christoph von Puchheim và Johann Wilhelm von Hunolstein chỉ huy tái chiếm ngày 5 tháng 5 năm 1646.
Krems là nơi sản xuất chính của Marillenschnaps, một loại rượu mơ đặc sản. Đây cũng là quê hương của Martin Johann Schmidt, được gọi là "Kremserschmidt", họa sĩ, họa viên và thợ khắc bản vẽ nổi bật của thời kỳ Baroque muộn tại Áo.

### Phân chia thành phố
- Innenstadt (Nội thành)
- Weinzierl
- Mitterau
- Stein
- Egelsee
- Rehberg
- Am Steindl
- Gneixendorf
- Lerchenfeld
- Krems-Süd (Nam Krems)

## Phát triển dân số
Dân số (tính theo nơi cư trú chính) trong khu vực đô thị vào cuối năm 2010 khoảng 50.000 người.

## Khí hậu
| Dữ liệu khí hậu của Krems                           | Dữ liệu khí hậu của Krems | Dữ liệu khí hậu của Krems | Dữ liệu khí hậu của Krems | Dữ liệu khí hậu của Krems | Dữ liệu khí hậu của Krems | Dữ liệu khí hậu của Krems | Dữ liệu khí hậu của Krems | Dữ liệu khí hậu của Krems | Dữ liệu khí hậu của Krems | Dữ liệu khí hậu của Krems | Dữ liệu khí hậu của Krems | Dữ liệu khí hậu của Krems | Dữ liệu khí hậu của Krems |
| Tháng                                               | 1                         | 2                         | 3                         | 4                         | 5                         | 6                         | 7                         | 8                         | 9                         | 10                        | 11                        | 12                        | Năm                       |
| --------------------------------------------------- | ------------------------- | ------------------------- | ------------------------- | ------------------------- | ------------------------- | ------------------------- | ------------------------- | ------------------------- | ------------------------- | ------------------------- | ------------------------- | ------------------------- | ------------------------- |
| Cao kỉ lục °C (°F)                                  | 16.8 (62.2)               | 21.1 (70.0)               | 24.9 (76.8)               | 27.8 (82.0)               | 31.6 (88.9)               | 36.8 (98.2)               | 36.0 (96.8)               | 36.5 (97.7)               | 33.5 (92.3)               | 27.2 (81.0)               | 23.5 (74.3)               | 16.1 (61.0)               | 36.8 (98.2)               |
| Trung bình ngày tối đa °C (°F)                      | 3.1 (37.6)                | 5.1 (41.2)                | 10.2 (50.4)               | 15.3 (59.5)               | 20.6 (69.1)               | 23.3 (73.9)               | 25.8 (78.4)               | 25.5 (77.9)               | 20.4 (68.7)               | 14.5 (58.1)               | 7.5 (45.5)                | 3.7 (38.7)                | 14.6 (58.3)               |
| Trung bình ngày °C (°F)                             | −0.6 (30.9)               | 0.8 (33.4)                | 4.9 (40.8)                | 9.3 (48.7)                | 14.6 (58.3)               | 17.6 (63.7)               | 19.5 (67.1)               | 18.9 (66.0)               | 14.3 (57.7)               | 8.9 (48.0)                | 3.7 (38.7)                | 0.7 (33.3)                | 9.4 (48.9)                |
| Tối thiểu trung bình ngày °C (°F)                   | −3.2 (26.2)               | −2.5 (27.5)               | 0.8 (33.4)                | 4.5 (40.1)                | 9.0 (48.2)                | 12.0 (53.6)               | 13.8 (56.8)               | 13.4 (56.1)               | 9.7 (49.5)                | 4.9 (40.8)                | 0.8 (33.4)                | −2.1 (28.2)               | 5.1 (41.2)                |
| Thấp kỉ lục °C (°F)                                 | −22.8 (−9.0)              | −20.0 (−4.0)              | −18.1 (−0.6)              | −4.7 (23.5)               | −0.2 (31.6)               | 1.3 (34.3)                | 5.7 (42.3)                | 4.8 (40.6)                | 0.6 (33.1)                | −7.9 (17.8)               | −16.3 (2.7)               | −22.7 (−8.9)              | −22.8 (−9.0)              |
| Lượng Giáng thủy trung bình mm (inches)             | 17.3 (0.68)               | 21.0 (0.83)               | 27.4 (1.08)               | 37.5 (1.48)               | 58.2 (2.29)               | 80.2 (3.16)               | 79.8 (3.14)               | 62.0 (2.44)               | 45.5 (1.79)               | 28.3 (1.11)               | 33.6 (1.32)               | 24.9 (0.98)               | 515.7 (20.3)              |
| Lượng tuyết rơi trung bình cm (inches)              | 8.3 (3.3)                 | 7.5 (3.0)                 | 6.2 (2.4)                 | 0.2 (0.1)                 | 0.0 (0.0)                 | 0.0 (0.0)                 | 0.0 (0.0)                 | 0.0 (0.0)                 | 0.0 (0.0)                 | 0.0 (0.0)                 | 4.2 (1.7)                 | 6.8 (2.7)                 | 33.2 (13.1)               |
| Số ngày giáng thủy trung bình (≥ 1.0 mm)            | 5.0                       | 5.1                       | 5.8                       | 6.5                       | 9.0                       | 9.9                       | 9.6                       | 8.4                       | 6.9                       | 5.0                       | 7.2                       | 6.0                       | 84.4                      |
| Số ngày tuyết rơi trung bình (≥ 1.0 cm)             | 10.1                      | 6.9                       | 2.6                       | 0.2                       | 0.0                       | 0.0                       | 0.0                       | 0.0                       | 0.0                       | 0.0                       | 1.8                       | 6.2                       | 27.8                      |
| Số giờ nắng trung bình tháng                        | 55.3                      | 88.8                      | 127.4                     | 171.5                     | 219.6                     | 214.2                     | 238.5                     | 234.9                     | 157.3                     | 120.9                     | 53.9                      | 41.9                      | 1.724,2                   |
| Nguồn: Viện Khí tượng và Địa động lực Trung ương Áo |                           |                           |                           |                           |                           |                           |                           |                           |                           |                           |                           |                           |                           |

## Các điểm tham quan chính

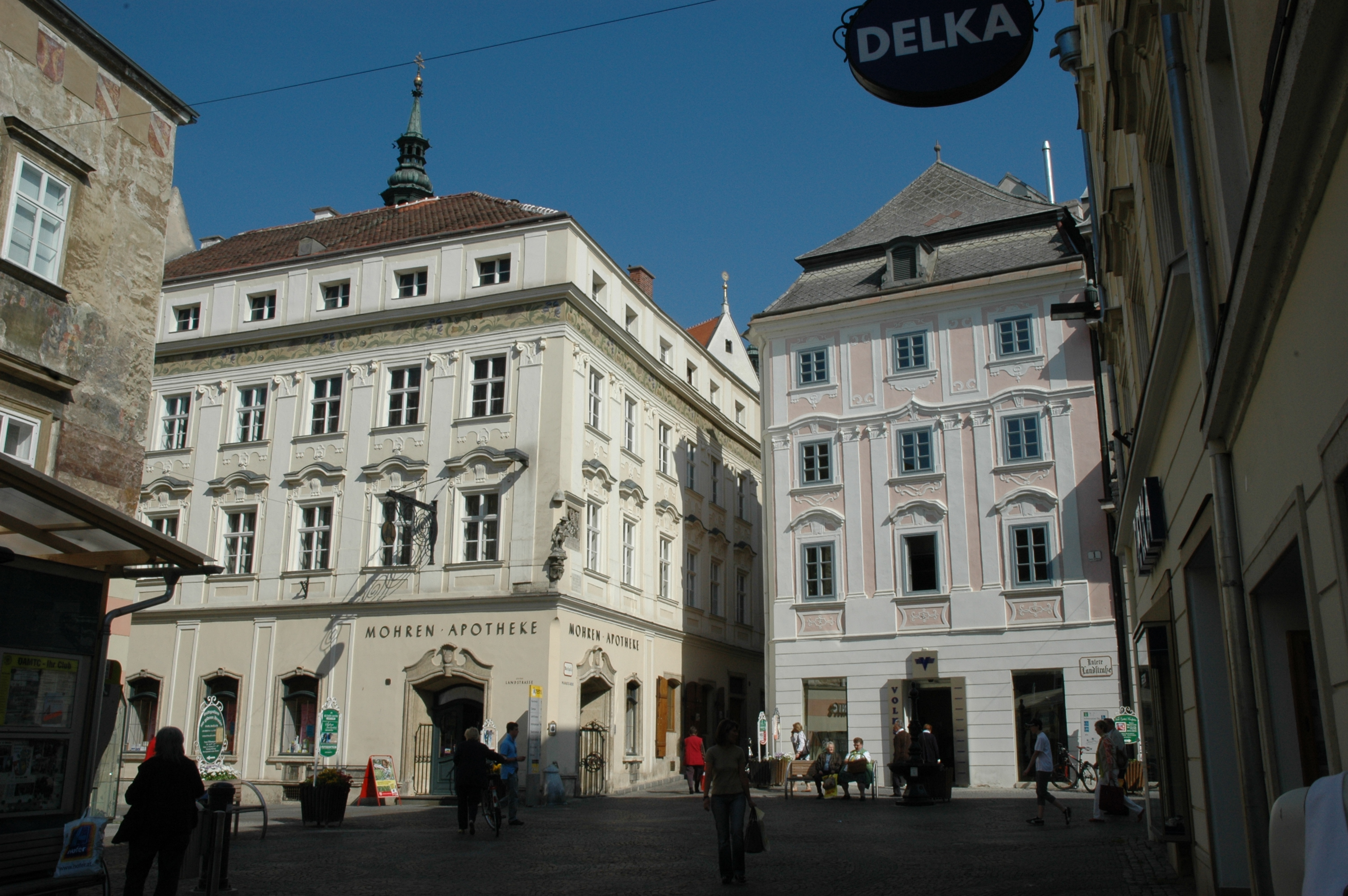
Phố cổ Krems

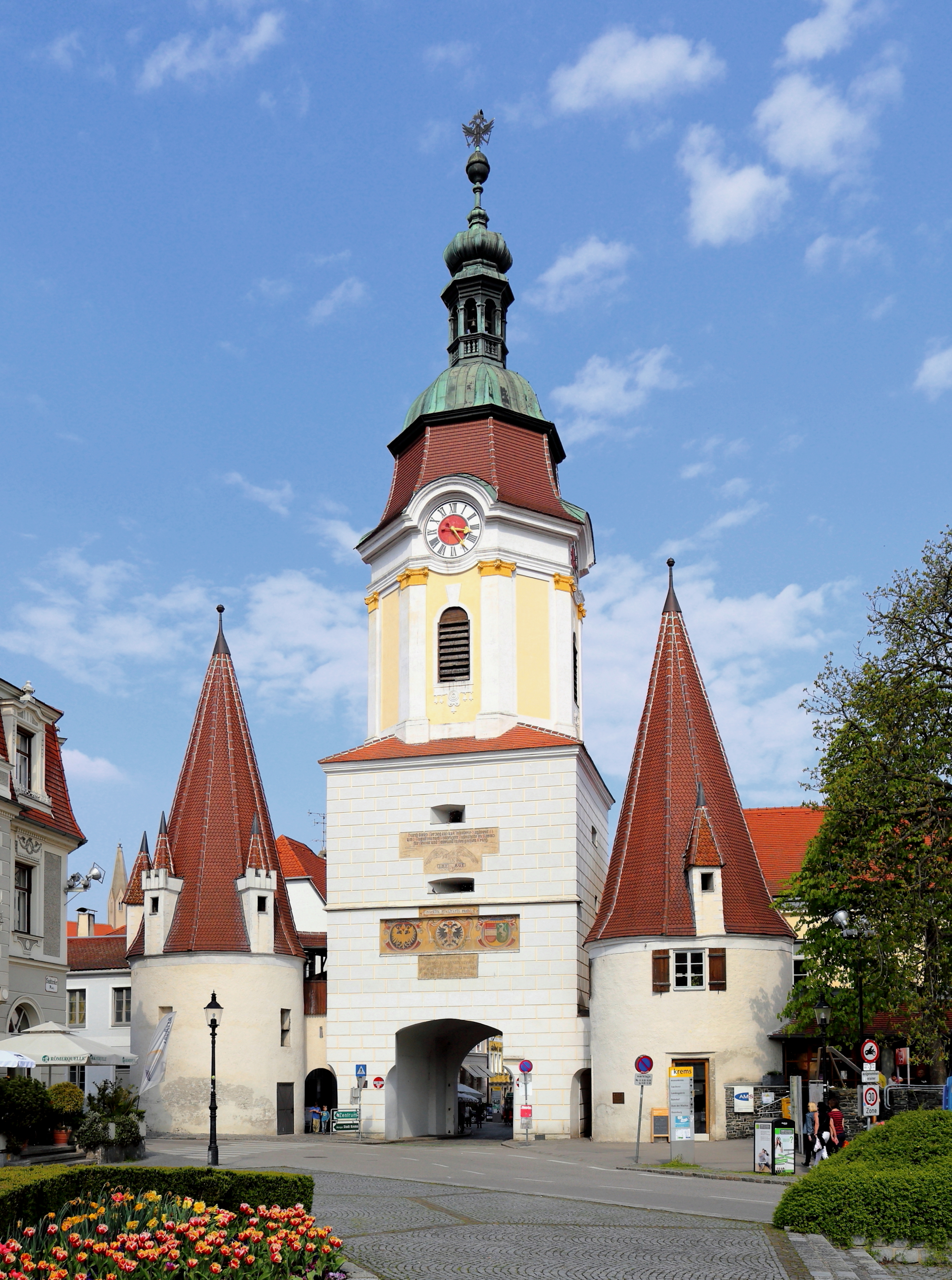
Cổng Steiner Tor tại Krems

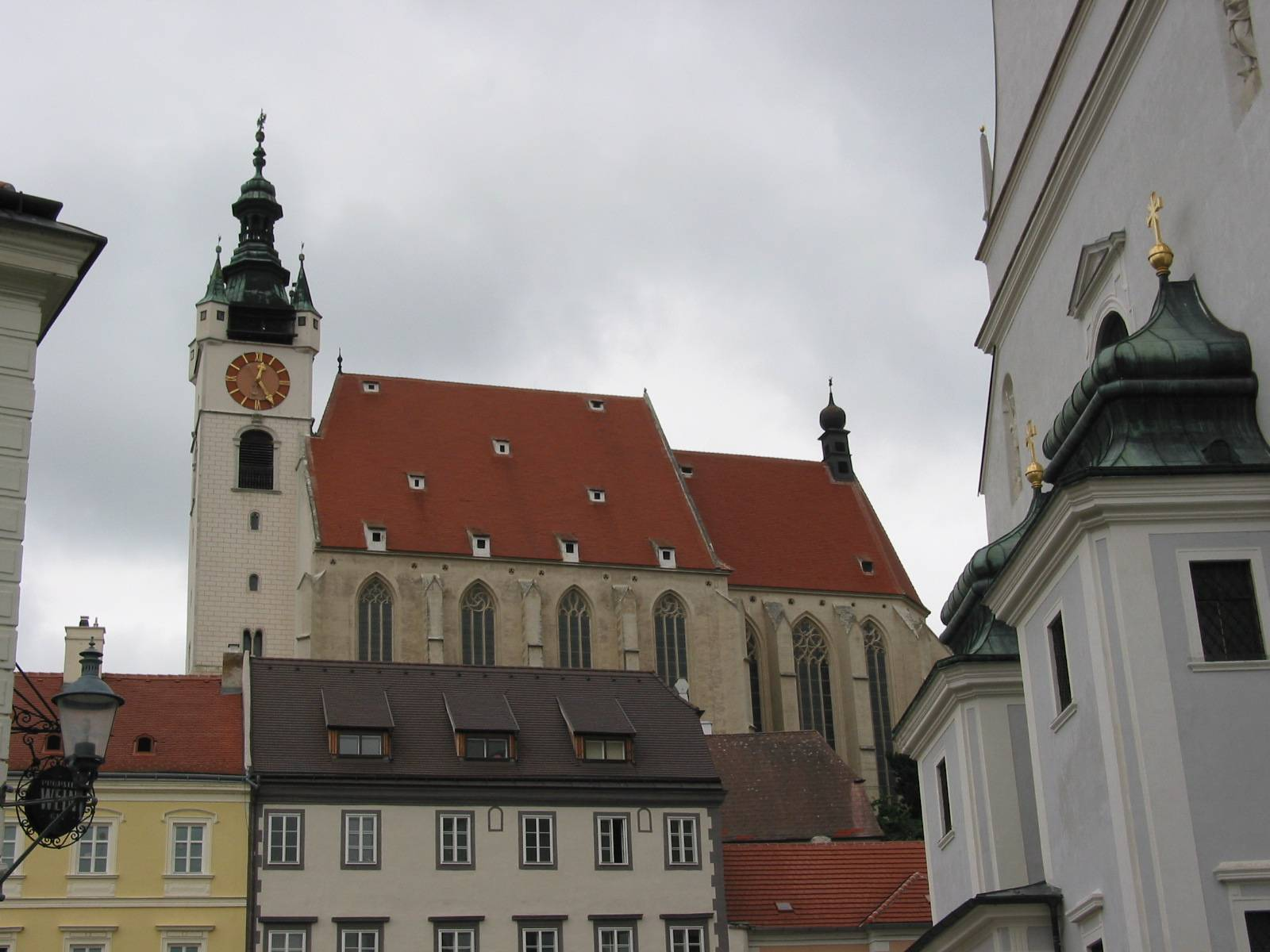
Nhà thờ Piarist

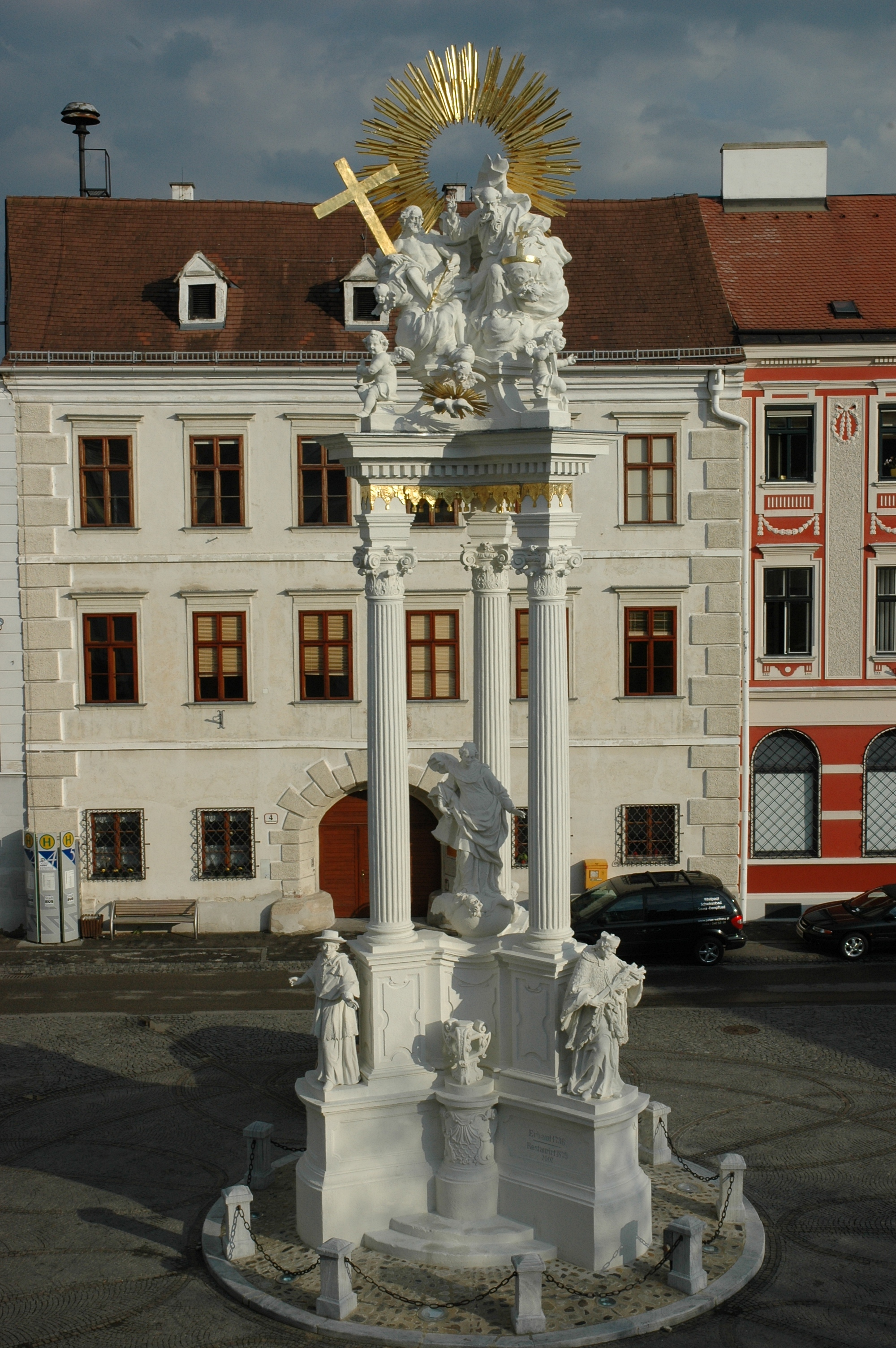
Cột Ba Ngôi (Dreifaltigkeitssäule)

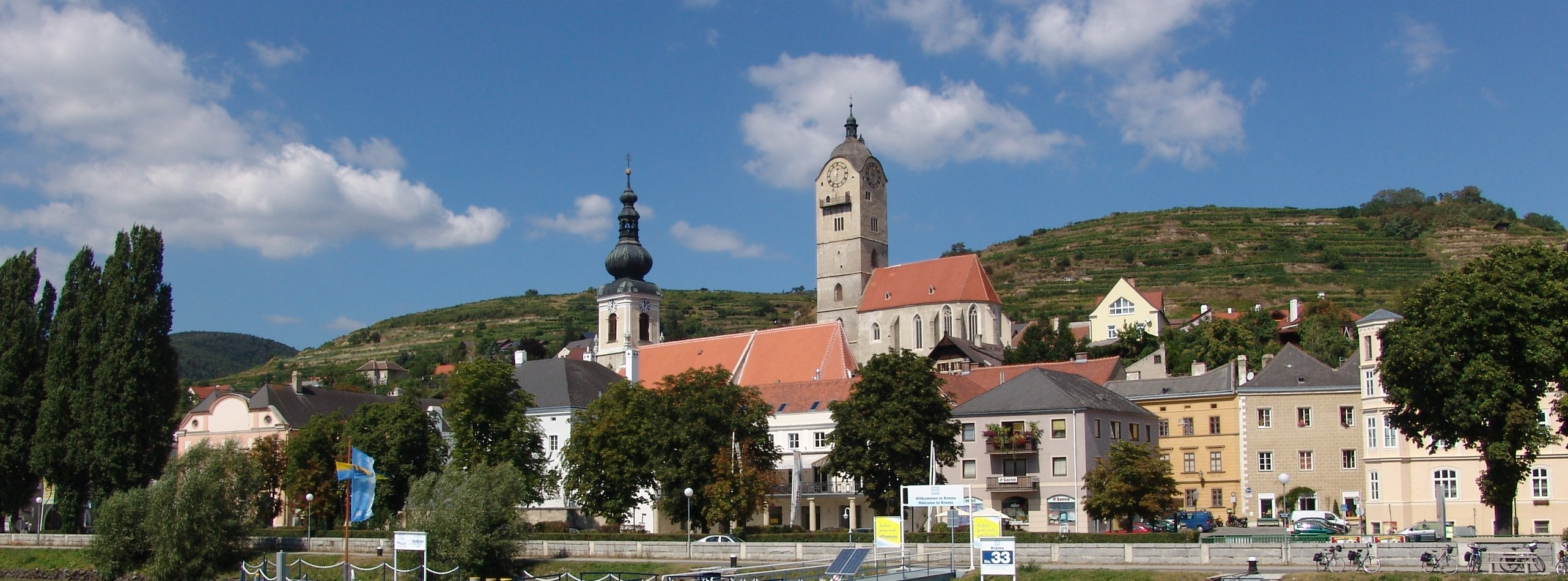
Quang cảnh Stein an der Donau, một khu ở phía tây thành phố

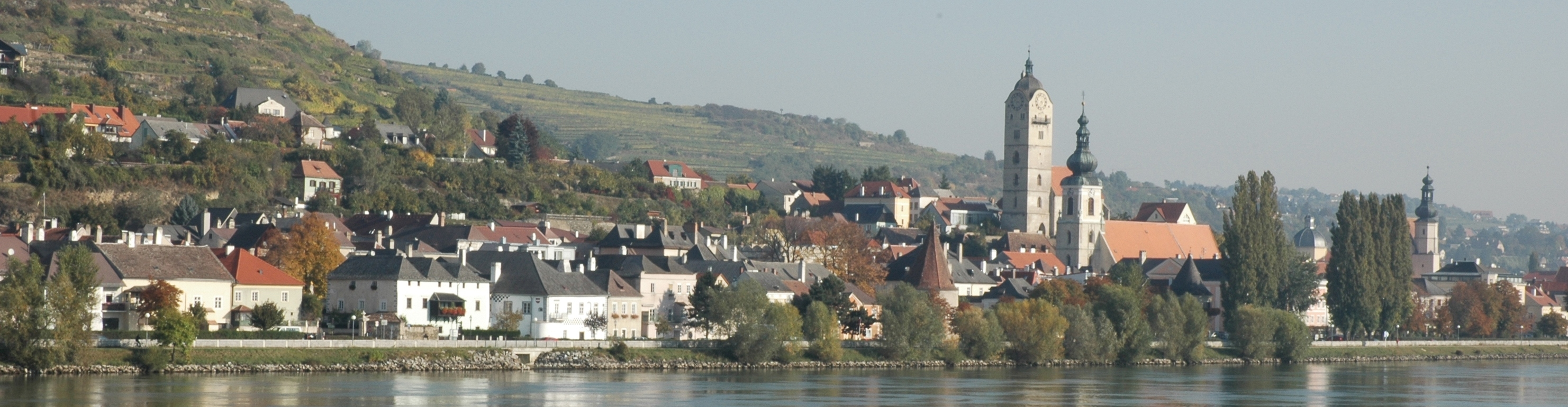
Toàn cảnh Stein (từ trái sang phải: Frauenbergkirche, Pfarrkirche Hl. Nikolaus, Minoritenkirche)

### Phố cổ
- Bürgerspitalkirche
- Dominikanerkirche
- Dreifaltigkeitssäule
- Göglhaus
- Gozzoburg
- Großes Sgraffitohaus
- Pfarrkirche St. Veit
- Piaristenkirche
- Pulverturm
- Rathaus
- Simandlbrunnen
- Steiner Tor: Cổng thành được dựng năm 1480, là một trong hai cổng thời trung cổ còn lại

### Bên ngoài Phố cổ
- Frauenbergkirche
- Göttweigerhofkapelle
- Großer Passauerhof
- Karikaturmuseum Krems
- Kloster Und
- Kremser Tor
- Kunsthalle Krems
- Forum Frohner
- Landesgalerie Niederösterreich[4]
- Linzer Tor
- Mauthaus
- Minoritenkirche
- Pfarrkirche Hl. Nikolaus
- Salzstadl
- Đại học Krems

## Giao thông

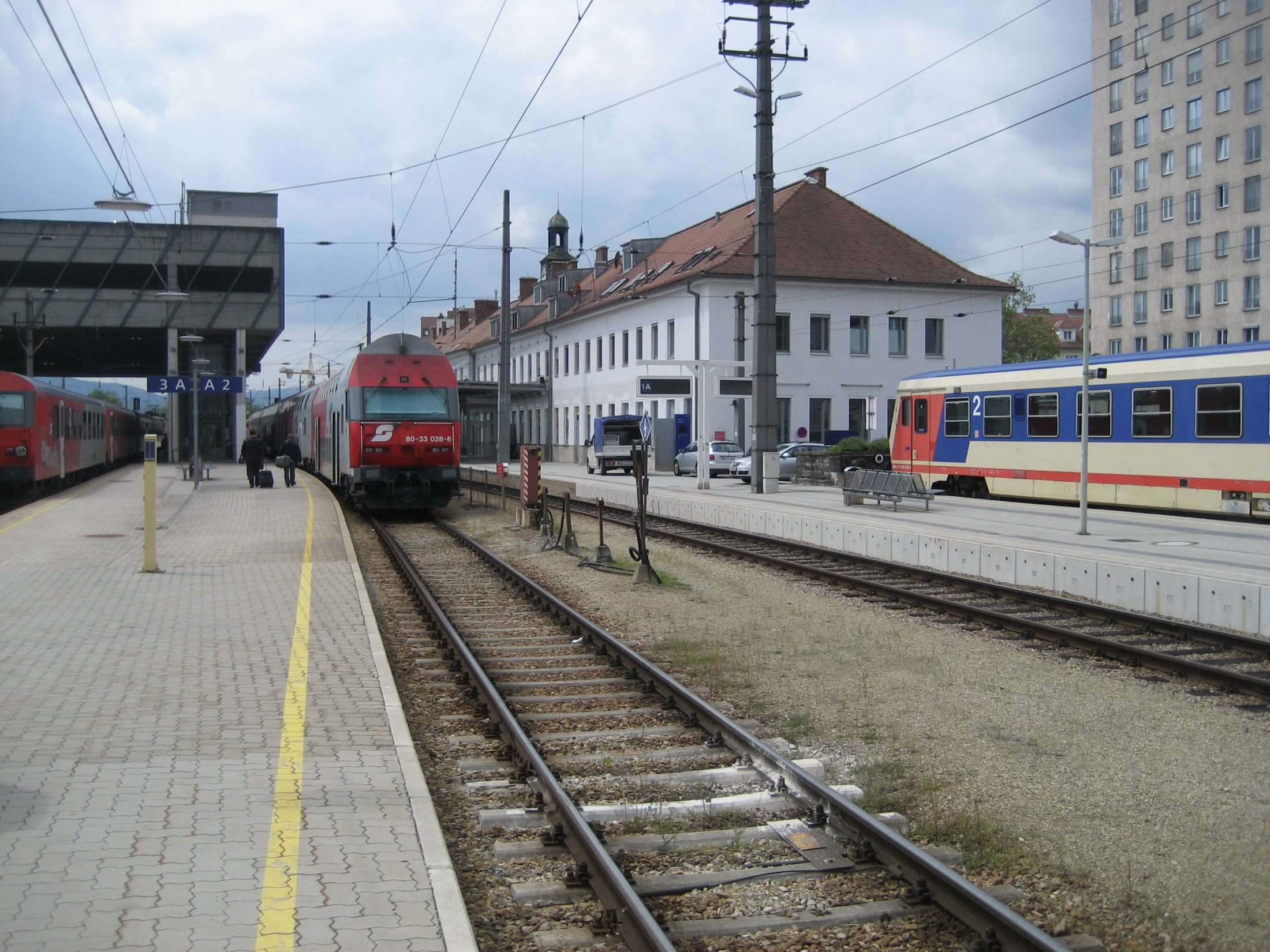
Ga Trung tâm Krems

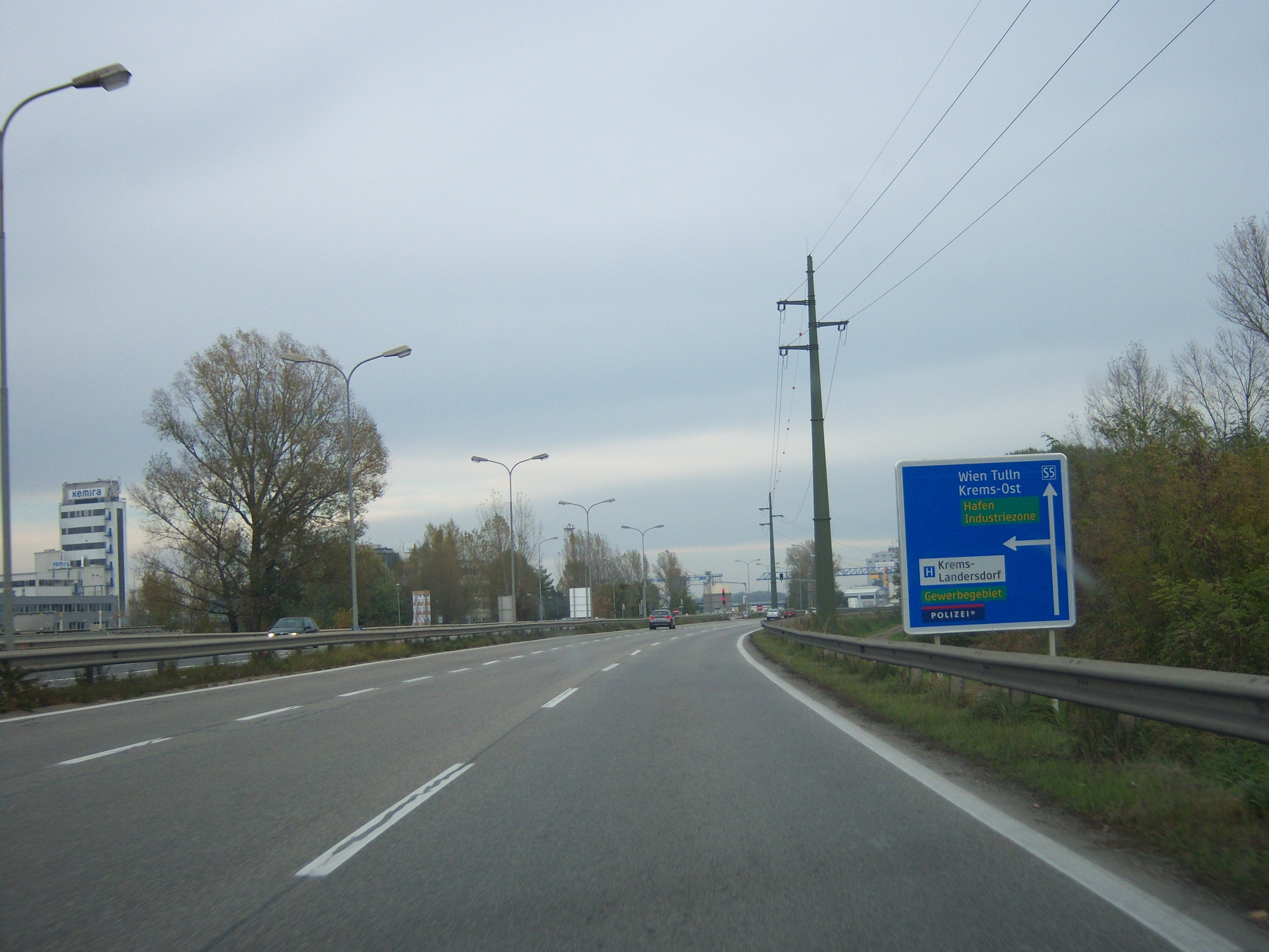
Đường cao tốc đi Viên tại khu công nghiệp Krems

Ga trung tâm của thành phố là nút giao của Đường sắt Franz-Josefs đi Viên, tuyến Kremser đi St. Pölten, tuyến Donauufer đi Spitz và tuyến đường sắt khu vực đi Horn. Krems nằm tại điểm giao của đường cao tốc Stockerauer S5 và Kremser S33, đồng thời có các tuyến quốc lộ Danube B3, Retzer B35, Kremser B37 và Langenloiser B218 chạy qua. Krems cũng là điểm nút của mạng lưới xe buýt Wieselbus, kết nối xuyên tâm giữa Sankt Pölten và nhiều vùng của Hạ Áo.
Đường bộ chính
- Stockerauer Schnellstraße (S5) từ Krems đi Viên
- Kremser Schnellstraße (S33) từ Krems đi St. Pölten
- Donau Straße (B3) từ Krems đi Linz
- Aggsteiner Straße (B33) từ Krems đi Melk
  - Aggsteiner Straße (B33a) từ Krems đi Mautern an der Donau
- Retzer Straße (B35) từ Krems đi Retz
- Kremser Straße (B37) từ Krems đi Rastenfeld
  - Kremser Straße (B37a) từ Krems đi Traismauer
- Langenloiser Straße (B218) từ Krems đi Langenlois

Đường sắt
- Franz-Josefs-Bahn từ Krems đi Viên
- Kremser Bahn từ Krems đi St. Pölten
- Donauuferbahn từ Krems đi Spitz
- Kamptalbahn từ Krems đi Sigmundsherberg

Hàng không
- Sân bay Gneixendorf là sân bay nhỏ cho hàng không phổ thông.

### Trong thành phố
Một mạng lưới bốn tuyến xe buýt hoạt động thường xuyên trong thành phố. Mỗi mùa hè, một tuyến tàu du lịch nối các khu phố cổ với bảo tàng, ga trung tâm và bến tàu khách tại Krems.

## Chính trị

### Hội đồng thành phố
Hội đồng thành phố gồm 40 thành viên, theo kết quả bầu cử thành phố năm 2017, thành phần như sau:
- 19 Đảng Dân chủ Xã hội Áo (SPÖ) – thị trưởng và phó thị trưởng thứ nhất
- 8 Đảng Nhân dân Áo (ÖVP) – phó thị trưởng thứ hai
- 5 Đảng Tự do Áo (FPÖ)
- 2 KLS
- 1 Đảng Xanh Áo
- 1 PROKS

Cuộc bầu cử thành phố ở Krems được tổ chức cùng thời điểm với Bầu cử lập pháp Áo 2022.

### Thượng viện thành phố
Thượng viện thành phố gồm 10 thành viên:
- SPÖ: 5 thành viên
- ÖVP: 3 thành viên
- FPÖ: 2 thành viên

## Cơ sở công cộng

### Cơ sở giáo dục
- BHAK/BHAS Krems
- Bundesgymnasium Piaristen
- Bundesgymnasium Rechte Kremszeile

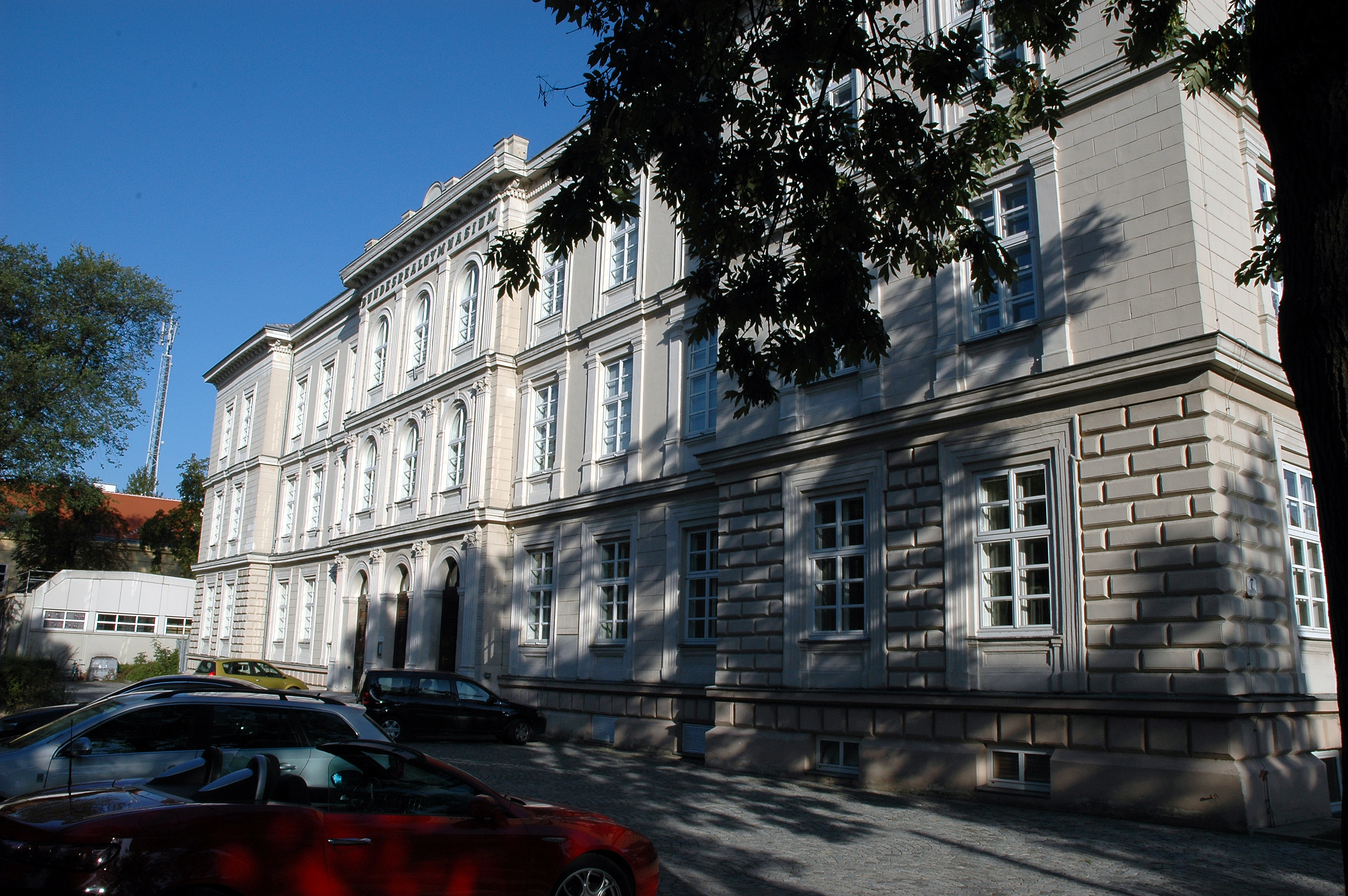
Bundesrealgymnasium Krems Ringstraße

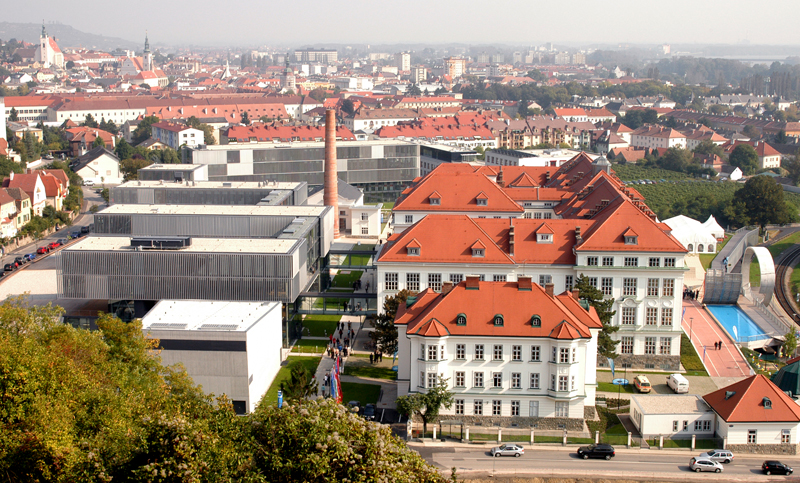
Đại học Giáo dục thường xuyên Krems

- Bundesreal- và Bundesoberstufenrealgymnasium (BORG) Krems Heinemannstraße
- Bundesrealgymnasium Krems Ringstraße
- Đại học Tư thục Danube
- Đại học Giáo dục thường xuyên Krems
- Trung tâm giáo dục người lớn
- HLA/HLW Krems
- HLF Krems
- HTBL Krems
- IMC Fachhochschule Krems (Đại học Khoa học Ứng dụng)
- Đại học Tư thục Karl Landsteiner về Khoa học Sức khỏe
- Oberstufenrealgymnasium Englische Fräulein
- Trường sư phạm

### Nhà tù
- Justizanstalt Stein là nhà tù giam giữ một số phạm nhân nguy hiểm nhất của Áo.

### Cơ sở giải trí và thể thao
Hoạt động bơi lội có ở Kremser Strandbad (bể bơi trong nhà) và ngoài trời. 
- Bóng đá – Kremser SC
- Khúc côn cầu trên băng – KEV Eagles
- Golf mini
- Câu lạc bộ Rugby Krems
- Công viên trượt ván
- Bóng ném – Union Handballklub Krems
- Union Badminton Krems

## Nhân vật đáng chú ý

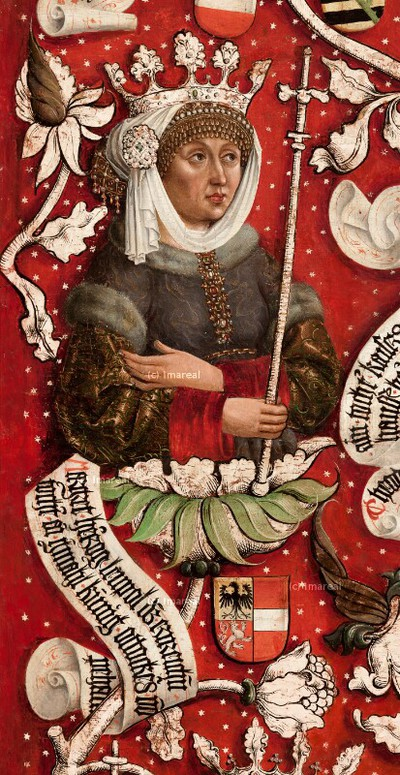
Margaret của Áo, khoảng 1490

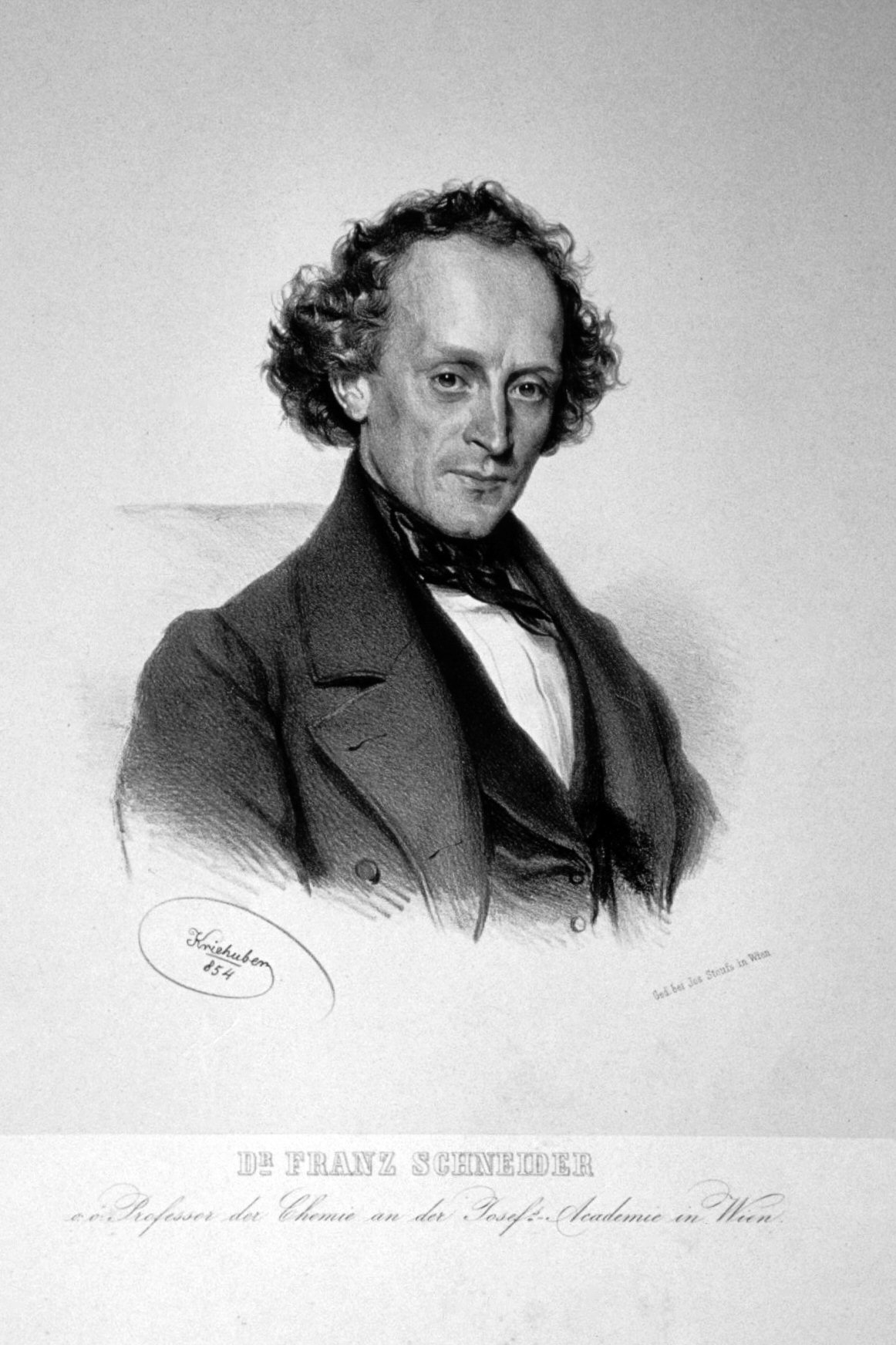
Franz Schneider, 1854

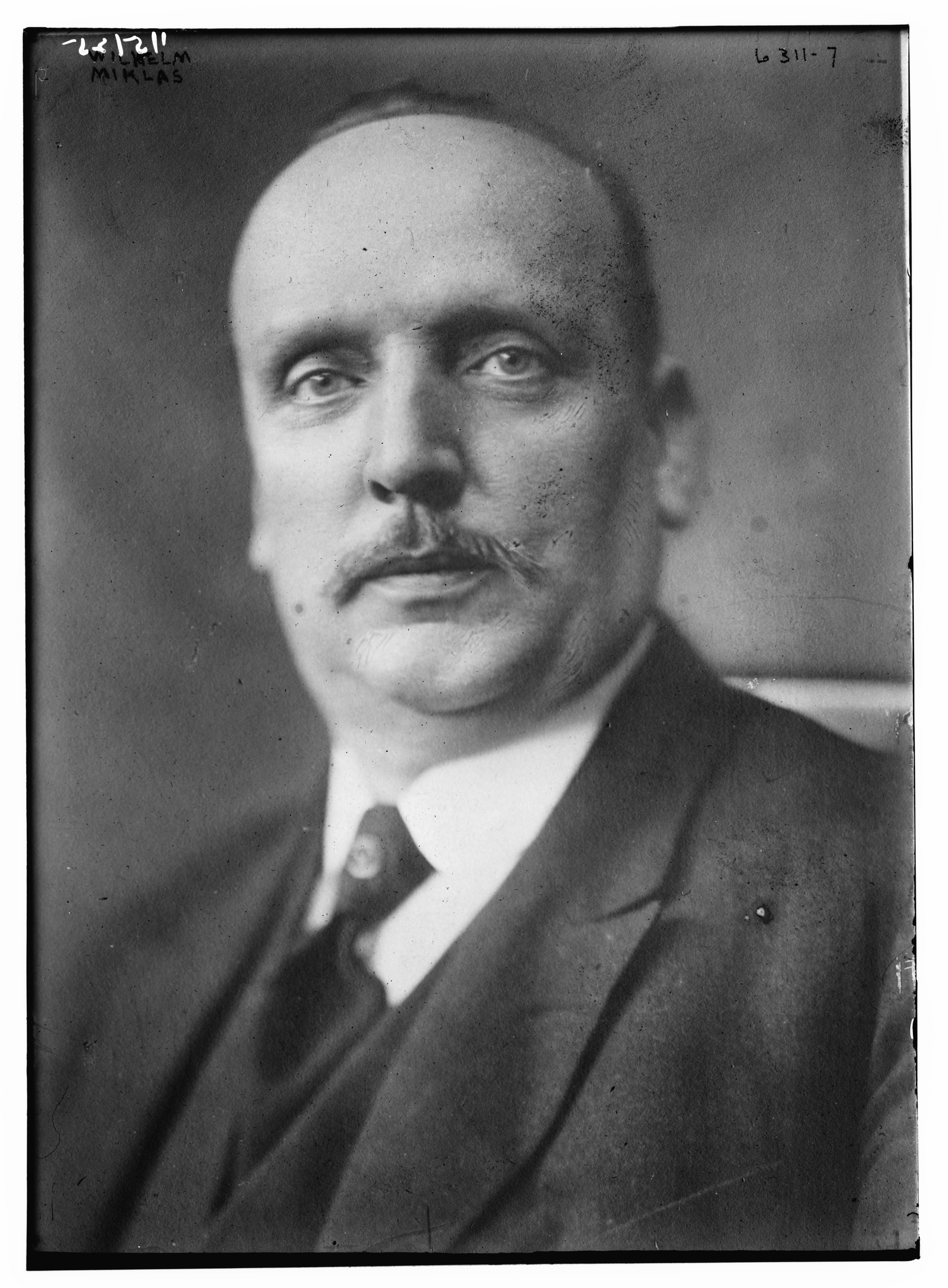
Wilhelm Miklas, Tổng thống thứ 3 của Áo

- Ava (khoảng 1060–1127), nữ thi sĩ, là nữ tác giả đầu tiên có tên trong văn học Đức; bà từng sống ở Krems
- Margaret của Áo, Nữ hoàng Bohemia (1204–1266), Nữ hoàng Đức (1225–1235) và Nữ hoàng Bohemia (1253–1260)
- Johann Georg Schmidt (1685–1748), gọi là "Wiener Schmidt", họa sĩ Baroque Áo, mất tại Krems
- Martin Johann Schmidt (1718–1801), gọi là "Kremser Schmidt", họa sĩ Rococo Áo, mất tại Krems
- Michael Wutky (1739–1822), họa sĩ phong cảnh Áo theo phong cách Rococo
- Ludwig Guttenbrunn (1750–1819), họa sĩ Áo về chân dung và lịch sử
- Vinzenz Eduard Milde (1777–1853), Trưởng giáo xứ Krems, Tổng giám mục Viên, từng là mục sư ở Krems và giáo viên tại Trường Piarist Krems (DE Wiki)[5]
- Ludwig Ritter von Köchel (1800–1877), nhà âm nhạc học, nhà văn, nhà soạn nhạc, nhà thực vật học và nhà xuất bản
- Franz Schneider (1812–1897), bác sĩ và nhà hóa học
- Eduard Melly, (DE Wiki) (1814–1854), nhà sử học nghệ thuật, chính trị gia và nhà nghiên cứu tiền cổ
- Johann Nordmann (1820–1887), nhà báo, nhà văn du ký và nhà thơ
- Wilhelm Gause (1853–1916), họa sĩ, mất tại Krems
- Josef Maria Eder (1855–1944), nhà quang hóa học, tiên phong trong nhiếp ảnh
- Julius Ernest Wilhelm Fučík (1872–1916), nhà soạn nhạc, nhạc trưởng; từng là nhạc sĩ quân đội ở Krems (1891–1894)
- Wilhelm Miklas (1872–1956), chính trị gia (CS), Tổng thống thứ 3 của nền Cộng hòa thứ nhất Áo (1928–1938)
- Josef Meller, (DE Wiki) (1874–1968), giáo sư đại học chuyên ngành nhãn khoa
- Josef Bayer, (DE Wiki) (1882–1931), giám đốc Bảo tàng Lịch sử Tự nhiên, Viên, góp phần phát hiện Venus of Willendorf
- Fritz Dworschak (1890–1974), nhà sưu tập tiền cổ, nhà sử học nghệ thuật và giám đốc bảo tàng Áo
- Rudolf Redlinghofer (1900–1940), Người phản đối có lương tâm, nạn nhân Đức Quốc xã, bị xử trảm năm 1940, nay đã được phục hồi danh dự
- Peter B. Neubauer (1913–2008), bác sĩ tâm thần trẻ em và nhà phân tâm học
- Wolfgang Kummer, (DE Wiki) (1935–2007), nhà vật lý
- Dagmar Braun Celeste (sinh năm 1941), nhà tư vấn, tác giả và cựu đệ nhất phu nhân bang Ohio, Hoa Kỳ
- Ulrike Lunacek (sinh năm 1957), nhà báo và chính trị gia (Đảng Xanh)
- Robert Streibel (sinh năm 1959), nhà sử học, nhà văn và nhà thơ

### Thể thao
- Gregor Hradetzky (1909–1984), nghệ nhân chế tác đàn organ và vận động viên đua xuồng, đoạt 2 huy chương vàng tại Thế vận hội Mùa hè 1936
- Marko Stankovic (sinh năm 1986), cầu thủ bóng đá, thi đấu 371 trận
- Lukas Thürauer (sinh năm 1987), cầu thủ bóng đá Áo, thi đấu hơn 340 trận

## Thành phố kết nghĩa
Krems có quan hệ kết nghĩa với các thành phố sau:
- Ribe, Đan Mạch, từ năm 1971
- Böblingen, Baden-Württemberg, Đức, từ năm 1971
- Beaune, Côte-d'Or, Bourgogne-Franche-Comté, Pháp, từ năm 1973
- Passau, Bavaria, Đức, từ năm 1974
- Kroměříž, Cộng hòa Séc, từ năm 1994
- Grapevine, Texas, Hoa Kỳ, từ năm 1999